# Трем Карр
Трем Карр (англ. Trem Carr; 1891—1946) — американський кінопродюсер низькобюджетних фільмів. У 1931 році він став співзасновником кінокомпанії Monogram Pictures, яка стала одним з провідних виробників фільмів категорії B у Голлівуді.
У 1935 році компанія увійшла у новостворену Republic Pictures, але через рік Карр відновив Monogram Pictures як незалежну кінокомпанію. Після його смерті в 1946 році Monogram Pictures змінила свою назву на Allied Artists та почала випускати фільми з більшим бюджетом.

## Біографія
Карр народився в Трентоні, штат Іллінойс, і навчався в Іллінойському університеті. Працював у будівельній фірмі в Сент-Луїсі. Карр Почав кар'єру у кіноіндустрії, зробивши серію короткометражних комедій з Елом Сент-Джоном. Разом з В. Реєм Джонстоном вони створили компанію «Rayart Productions», де Карр пропрацював з 1925 року по 1930 рік на посаді віце-президента, відповідального за студію «Syndicate Pictures». З 1928 року по 1929 рік, його власна компанія «Trem Carr Productions» зробила 15 фільмів.
У 1931 році Карр допоміг створити компанію Monogram Pictures, ставши віце-президентом, відповідальним за виробництво, а В. Рей Джонстон зайняв посаду президента компанії. У 1934 році Карр був обраний президентом Незалежної асоціації кінопродюсерів. У квітні 1935 року Карр та Джонстон реорганізували Monogram Pictures у Republic Pictures, і Карр знову став віце-президентом у новій компанії. Зрештою Карр продав свою частку у компанії, та зробив серію фільмів для Universal Pictures. У 1938 році він знову приєднався до правління Monogram Pictures.
У Monogram Pictures Карр пропрацював до своєї смерті. Він помер від серцевого нападу під час відпочинку у готелі US Grant у Сан-Дієго. У нього залишилися дружина та дочка. Після смерті Карра Стів Бройді обійняв посаду виконавчого керівника Monogram Pictures.

## Вибрана фільмографія
- The Dixie Flyer (1926)
- The Smoke Eaters (1926)
- The Show Girl (1927)
- The Midnight Watch (1927)
- Gun-Hand Garrison (1927)
- Modern Daughters (1927)
- Million Dollar Mystery (1927)
- The Divine Sinner (1928)
- The Black Pearl (1928)
- Trail Riders (1928)
- The Painted Trail (1928)
- Mystery Valley (1928)
- Should a Girl Marry? (1928)
- The Man from Headquarters (1928)
- The Law and the Man (1928)
- The Phantom in the House (1929)
- Священик диявола (1929)
- Shanghai Rose (1929)
- Oklahoma Cyclone (1930)
- Near the Rainbow's End (1930)
- The Rampant Age (1930)
- Другий медовий місяць (1930)
- Невадський ковбой (1931)
- Край чоловіків у розшуку (1931)
- Мати і син (1931)
- Малий з Монтани (1931)
- Син полів (1931)
- Супутники (1931)
- На варті обов'язку (1931)
- Вершник рівнин (1931)
- Закон Заходу (1932)
- Бродвей в Шайєнн (1932)
- Честь вершника (1932)
- Місцевий ярмарок (1932)
- Вершники пустелі (1932)
- Людина з краю пекла (1932)
- Mason of the Mounted (1932)
- Single-Handed Sanders (1932)
- Law of the North (1932)
- Син Оклахоми (1932)
- Young Blood (1932)
- Breed of the Border (1933)
- He Couldn't Take It (1933)
- Black Beauty (1933)
- Галатний дурень (1933)
- Гарцюючий Ромео (1933)
- Втікач (1933)
- Diamond Trail (1933)
- Broken Dreams (1933)
- На захід від Сингапуру (1933)
- The Phantom Broadcast (1933)
- The Avenger (1933)
- Sagebrush Trail (1933)
- Sensation Hunters (1933)
- Manhattan Love Song (1934)
- Flirting with Danger (1934)
- Happy Landing (1934)
- Two Sinners (1935)
- Cappy Ricks Returns (1935)
- Forbidden Heaven (1935)
- Cheers of the Crowd (1935)
- Новий рубіж (1935)
- Хребет беззаконня (1935)
- The Keeper of the Bees (1935)
- Make a Million (1935)
- Таємнича людина (1935)
- Беззаконні дев'яності (1936)
- Орегонська стежка (1936)
- Руйнівники моря (1936)
- Конфлікт (1936)
- Король Пекос (1936)
- California Straight Ahead! (1937)
- I Cover the War (1937)
- Idol of the Crowds (1937)
- Adventure's End (1937)
- The 13th Man (1937)
- Atlantic Flight (1937)
- Air Devils (1938)
- Midnight Intruder (1938)
- Prison Break (1938)
- The Singing Outlaw (1938)
- Prairie Justice (1938)
- The Phantom Stage (1939)
- Women in Bondage (1943)
- Lady, Let's Dance (1944)
- Hot Rhythm (1944)
- Партнери за обставинами (1944)
- Мінливий закон (1944)
- Woman in the Case (1945)
- Divorce (1945)
- Adventures of Kitty O'Day (1945)
- Swing Parade of 1946 (1946)